# Ozzfest
Ozzfest fue un festival anual de rock que se celebró entre 1996 y 2018 en general realizado en los Estados Unidos (y en algunas ocasiones, en Europa) contando con la participación de bandas de heavy metal, hardcore punk y hard rock, especialmente de nu metal, como Disturbed, Slipknot, Linkin Park, Mudvayne, y Soulfly, acompañados en algunos casos por legendarias bandas como Black Sabbath, Metallica, Judas Priest, Iron Maiden y Megadeth. Fue precisamente en el marco del Ozzfest donde se empezó a gestar la reunión de los integrantes originales de Black Sabbath (Ozzy Osbourne, Tony Iommi, Geezer Butler y Bill Ward), hasta su definitiva reunión meses después. Su fundadora fue Sharon Osbourne, la esposa del mencionado cantante británico Ozzy Osbourne, quienes se encargaban también de su organización, junto a Jack, hijo de la pareja.

## Historia
El festival fue creado en 1996, cuando los organizadores de otro festival, el Lollapalooza, le negaron la participación a Ozzy Osbourne en dicho evento. El festival fue bien recibido, por lo que se volvió anual.
En 1998, Ozzfest se aventuró fuera de los Estados Unidos por primera vez hacia el Reino Unido, repitiendo en 2001 y 2002. El festival se realizó desde entonces de manera intermitente, siendo organizado por última vez en 2018 debido a los constantes problemas de salud de Ozzy Osbourne.

## Calendario

### Ozzfest 1996
- Escenario Principal:

Ozzy Osbourne, Slayer, Danzig, Biohazard, Sepultura, Prong, Fear Factory, Neurosis.
- Segundo Escenario:

Earth Crisis, King Norris, Powerman 5000, Coal Chamber, Cellophane.

### Ozzfest 1997
- Escenario Principal:

Ozzy Osbourne, Black Sabbath, Marilyn Manson, Pantera, Type 0 Negative, Fear Factory, Machine Head, Powerman 5000.
- Segundo Escenario:

Coal Chamber, Slo Burn, Drain STH, downset., Neurosis, Vision of Disorder.

### Ozzfest 1998
- Escenario Principal:

Ozzy Osbourne, Tool, Megadeth, Limp Bizkit, Soulfly, Sevendust, Coal Chamber.
- Segundo Escenario:

Motörhead, System of a Down, The Melvins, Incubus, Snot, Life of Agony, Ultraspank, Kilgore, Monster Voodoo Machine.

### Ozzfest 1999
- Escenario Principal:

Black Sabbath, Rob Zombie, Deftones, Slayer, Primus, Godsmack, System of a Down.
- Segundo Escenario:

Fear Factory, Static-X, Slipknot, (həd) p.e., Flashpoint, Pushmonkey, Drain STH, Apartment 26, Puya.

### Ozzfest 2000
- Escenaro Principal:

Ozzy Osbourne, Pantera, Godsmack, Static-X, Incubus, Methods of Mayhem, P.O.D., Queens of the Stone Age.
- Segundo Escenario:

Soulfly, Kittie, Disturbed, Taproot, Slaves on Dope, Reveille, Shuvel, Primer 55, The Deadlights, Pitchshifter, Crazy Town, Pumpjack, Black Label Society, Apartment 26.

### Ozzfest 2001
- Escenario Principal:

Black Sabbath, Marilyn Manson, Slipknot, Papa Roach, Linkin Park, Disturbed, Crazy Town, Black Label Society.
- Segundo Escenario:

Mudvayne, The Union Underground, Taproot, Systematic, Godhead, Nonpoint, Drowning Pool, Spineshank, Hatebreed, Otep, No One, Pressure 4-5, American Head Charge, Pure Rubbish, Beautiful Creatures, Project Wyze, Slaves on Dope.

### Ozzfest 2002
- Escenario Principal:

Ozzy Osbourne, System of a Down, Rob Zombie, P.O.D., Drowning Pool, Adema, Black Label Society, Tommy Lee, Within Temptation.
- Segundo Escenario:

Down, Hatebreed, Meshuggah, SOiL, Flaw, 3rd Strike, Pulse Ultra, Ill Niño, Andrew W.K., Glassjaw, The Used, Sw1tched, Otep, Lostprophets, The Apex Theory, Neurotica, Chevelle, Mushroomhead, Seether, DragonForce.

### Ozzfest 2003
- Escenario Principal:

Ozzy Osbourne, KoЯn, Marilyn Manson, Disturbed, Chevelle, The Datsuns.
- Segundo Escenario:

Cradle of Filth, Voivod, Hotwire, Shadows Fall, Grade 8, Twisted Method, Nothingface, Killswitch Engage, Unloco, Depswa, Motograter, Sworn Enemy, The Revolution Smile, Chimaira, Endo, Memento, E.Town Concrete.

### Ozzfest 2004
- Escenario Principal:

Black Sabbath, Judas Priest, Slayer, Dimmu Borgir, Superjoint Ritual, Black Label Society.
- Segundo Escenario:

Slipknot, Hatebreed, Lamb of God, Atreyu, Bleeding Through, Lacuna Coil, Every Time I Die, Unearth, God Forbid, Otep, Devildriver, Magna-Fi, Throwdown, Darkest Hour.

### Ozzfest 2005
- Escenario principal:

Black Sabbath, Iron Maiden (de julio 15 a agosto 20), Mudvayne, Shadows Fall, Black Label Society, In Flames, Velvet Revolver, Slipknot, Drowning Pool, Alter Bridge.
- Segundo escenario:

Rob Zombie, Killswitch Engage, As I Lay Dying, Mastodon, A Dozen Furies, The Haunted, Arch Enemy, The Black Dahlia Murder, Bury Your Dead, It Dies Today, Soilwork, Trivium, Gizmachi, Wicked Wisdom, HIM.
Para el sábado 11 de junio, el Ozzfest estaría en el Main Stage del Download Festival, con las siguientes bandas:
Black Sabbath, Velvet Revolver, HIM, Anthrax, Alter Bridge, A, The Mad Capsule Markets, The Dwarves, Trivium.

### Ozzfest 2006
- Escenario Principal:

Ozzy Osbourne, System of a Down, Disturbed, Avenged Sevenfold, Hatebreed, Lacuna Coil, DragonForce.
- Segundo Escenario:

Ozzy Osbourne, Black Label Society, Atreyu, Unearth, Bleeding Through, Norma Jean.
- Segundo Escenario:

A Life Once Lost, The Red Chord, Walls of Jericho, Strapping Young Lad, All That Remains, Full Blown Chaos, Between the Buried and Me, Bad acid trip.

### Ozzfest 2007
- Escenario Principal:

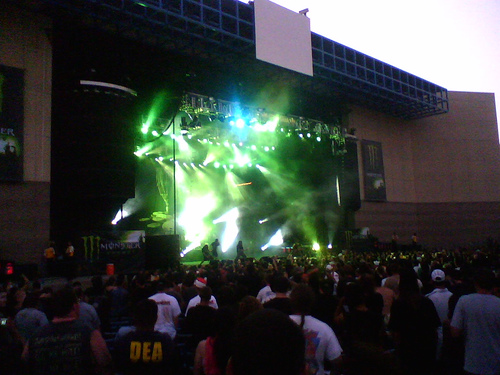
Lamb Of God tocando en el Ozzfest 2007.

Ozzy Osbourne, Lamb Of God, Static-X, Lordi, Black Tide.
- Segundo Escenario

Hatebreed, Behemoth, Nick Oliveri and the Mondo Generator, DevilDriver, Nile, Ankla, The Showdown, 3 Inches Of Blood, DÅÅTH, In This Moment, Circus Diablo.

### Ozzfest 2008
- Escenario Principal:

Metallica, Ozzy Osbourne, Serj Tankian, Hellyeah, Jonathan Davis, Cavalera Conspiracy, Shadows Fall, Black Tide, Apocalyptica, In This Moment.
- Segundo Escenario:

Sevendust, Devil Driver, Kingdom of Sorrow, Soilent Green, Witchcraft, Goatwhore.
- Texas Escenario:

The Sword, Drowning Pool, Rigor Mortis, The Destro, Within Chaos, CROMHOG.

### Ozzfest 2010
- Escenario Israel:

Ozzy Osbourne, Korn, Soulfly.

#### Escenario Reino Unido
Ozzy Osbourne, Korn, Steel Panther, Skindred, Murderdolls, Paradise Lost, black spiders, Revoker, Jettblack.

#### Escenario Estados Unidos
Ozzy Osbourne, Mötley Crüe, Halford, Devil Driver, Nonpoint, Black Label Society, Drowing pool, Kingdom Of Sorrow (banda), Goatwhore, Skeletonwitch.

### Ozzfest 2013
Para el 2013 el Ozzfest tuvo dos escenarios, el Purple Stage, y el Black Stage
- Purple Stage:

Slipknot, Tool, Deftones, Stone Sour, Steel Panther, maximun the hormone, Galneryus, Fear, and Loathing in Las Vegas, mucc, Crossfaith, Coldrain, knock out monkey, Head Phones President.
- Black Stage:

Black Sabbath, Slash con Myles Kennedy, Momoiro Clover Z, Dir en Grey, man with a mission, Ningen Isu, namba 69, AA =, The Treatment, Anthem, Artema, Fade.

### Ozzfest 2015
Otra vez en Japón: Korn, Ozzy Osbourne, Evanescence, Black Label Society, Bullet for My Valentine, Jane's Addiction, Of Mice & Men, VAMPS, One Ok Rock, SiM, Fear, and Loathing in Las Vegas, Babymetal.